# نامی پتگر
نامی پِتگر (زادهٔ ۱۳۲۴ در تهران – درگذشتهٔ ۱۳۸۷ در نوشهر) نقاش معاصر و فرزند علی‌اصغر پتگر و برادرزاده جعفر پتگر از نقاشان برجسته بود.

## سبک
او ابتدا تحت تأثیر پدر و عموی خود، نقاشی واقع گرا را در پیش گرفت اما پس از سفر و تحصیل در اروپا به نقاشی انتزاعی روی آورد. وی عمده شهرت خود را به دلیل فعالیت‌های آموزشی در زمینه آموزش نقاشی کسب کرد. نامی پتگر در سفرهایی به رم، واتیکان، فلورانس، و پاریس، از هنر کلاسیک و مدرن اروپا بسیار آموخت، با این حال همه کارهایش هم چنان ایرانی ماند و تأثیر از هنر غربی در او به گونه‌ای نبود که آثارش کاملاً رنگ و بوی ایرانی را از دست بدهد.
در آثار نقاشی و طراحی وی همواره نگاه تغزلی و عارفانه با ترکیب‌بندی و رنگ‌پردازی‌های ویژه وجود داشت و در نقاشی‌های فیگوراتیو نیز جنبه‌های از تفکرات سمبولیک را ارائه می‌داد.

## درگذشت
او بر اثر سکته قلبی در آتلیه شخصی‌اش در نوشهر در حال کشیدن نقاشی درگذشت. او هنگام مرگ ۶۳ سال سن داشت.